# Nagel-Séez-Mesnil
Nagel-Séez-Mesnil est une commune française située dans le département de l'Eure, en région Normandie.

## Géographie

### Localisation
|          | Conches-en-Ouche                | Le Val-Doré (comm. dél. du Fresne) (par un angle)        |
| Beaubray | Nagel-Séez-Mesnil               | Le Val-Doré (comm. dél. du Mesnil-Hardray) Nogent-le-Sec |
|          | Chambois (comm. dél. du Chesne) |                                                          |

### Hydrographie
La commune est située dans le bassin Seine-Normandie. Elle n'est drainée par aucun cours d'eau,.

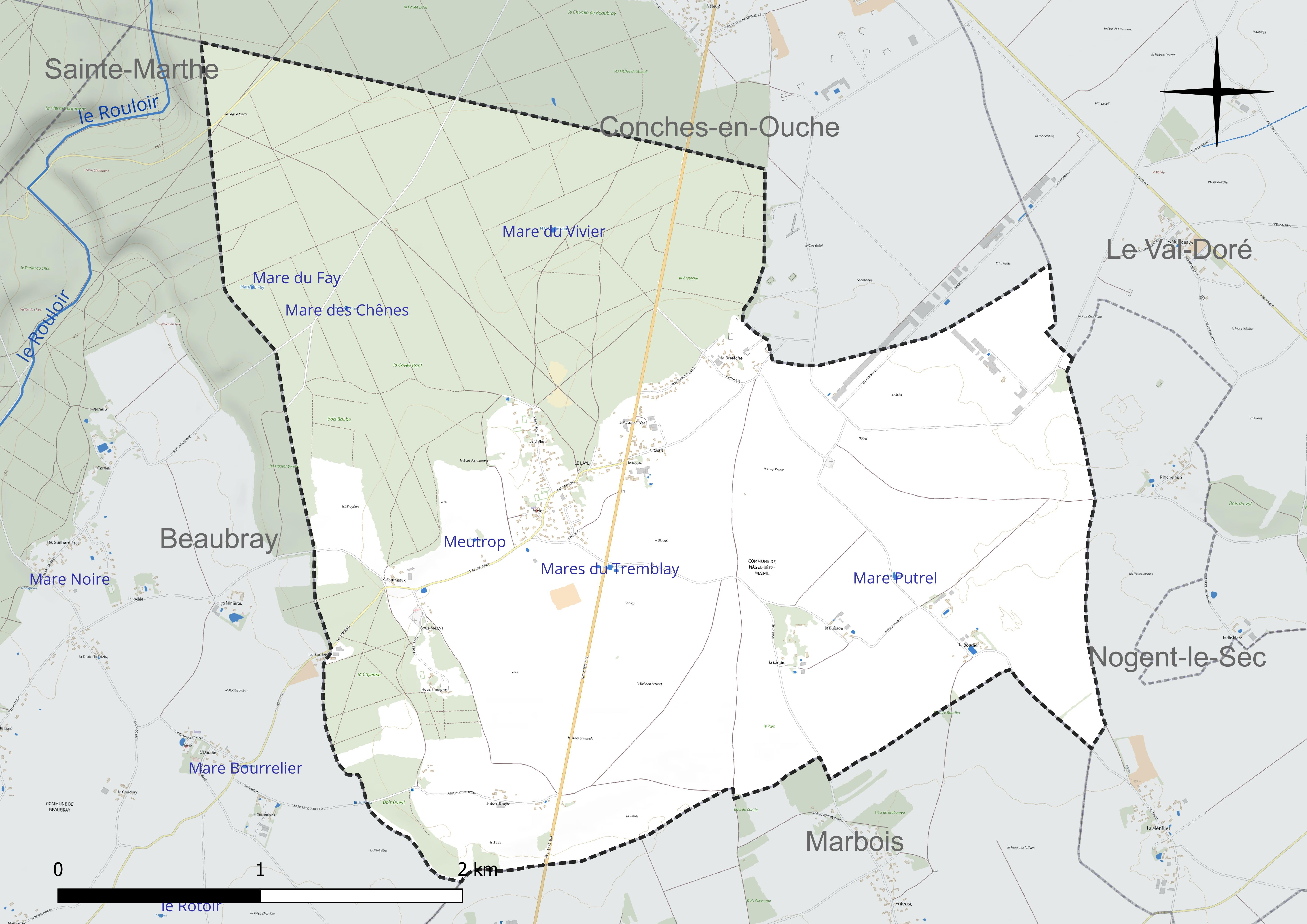
Réseau hydrographique de Nagel-Séez-Mesnil.

Six plans d'eau complètent le réseau hydrographique : la mare des Chênes (0 ha), la mare du Fay (0 ha), la mare du Vivier (0,1 ha), la mare Putrel (0,1 ha), Mares du Tremblay (0,1 ha) et Meutrop (0 ha),.

### Climat
Pour des articles plus généraux, voir Climat de la Normandie et Climat de l'Eure.
En 2010, le climat de la commune est de type climat océanique dégradé des plaines du Centre et du Nord, selon une étude du CNRS s'appuyant sur une série de données couvrant la période 1971-2000. En 2020, Météo-France publie une typologie des climats de la France métropolitaine dans laquelle la commune est exposée à un climat océanique et est dans une zone de transition entre les régions climatiques « Sud-ouest du bassin Parisien » et « Côtes de la Manche orientale ». Parallèlement le GIEC normand, un groupe régional d’experts sur le climat, différencie quant à lui, dans une étude de 2020, trois grands types de climats pour la région Normandie, nuancés à une échelle plus fine par les facteurs géographiques locaux. La commune est, selon ce zonage, exposée à un « climat des plateaux abrités », correspondant aux plaines agricoles de l’Eure, avec une pluviométrie beaucoup plus faible que dans la plaine de Caen en raison du double effet d’abri provoqué par les collines du Bocage normand et par celles qui s’étendent sur un axe du Pays d'Auge au Perche.
Pour la période 1971-2000, la température annuelle moyenne est de 10,3 °C, avec  une amplitude thermique annuelle de 14,2 °C. Le cumul annuel moyen de précipitations est de 690 mm, avec 11,4 jours de précipitations en janvier et 8,3 jours en juillet. Pour la période 1991-2020, la température moyenne annuelle observée sur la station météorologique la plus proche, située sur la commune de Breteuil à 10 km à vol d'oiseau, est de 11,1 °C et le cumul annuel moyen de précipitations est de 698,2 mm,. Pour l'avenir, les paramètres climatiques de la commune estimés pour 2050 selon différents scénarios d’émission de gaz à effet de serre sont consultables sur un site dédié publié par Météo-France en novembre 2022.

## Urbanisme

### Typologie
Au 1er janvier 2024, Nagel-Séez-Mesnil est catégorisée commune rurale à habitat dispersé, selon la nouvelle grille communale de densité à 7 niveaux définie par l'Insee en 2022.
Elle est située hors unité urbaine. Par ailleurs la commune fait partie de l'aire d'attraction d'Évreux, dont elle est une commune de la couronne,. Cette aire, qui regroupe 108 communes, est catégorisée dans les aires de 50 000 à moins de 200 000 habitants,.

### Occupation des sols
L'occupation des sols de la commune, telle qu'elle ressort de la base de données européenne d’occupation biophysique des sols Corine Land Cover (CLC), est marquée par l'importance des territoires agricoles (56,2 % en 2018), une proportion sensiblement équivalente à celle de 1990 (56,1 %). La répartition détaillée en 2018 est la suivante : 
terres arables (51,5 %), forêts (40,6 %), zones agricoles hétérogènes (4,6 %), zones urbanisées (2,5 %), zones industrielles ou commerciales et réseaux de communication (0,8 %). L'évolution de l’occupation des sols de la commune et de ses infrastructures peut être observée sur les différentes représentations cartographiques du territoire : la carte de Cassini (XVIIIe siècle), la carte d'état-major (1820-1866) et les cartes ou photos aériennes de l'IGN pour la période actuelle (1950 à aujourd'hui).

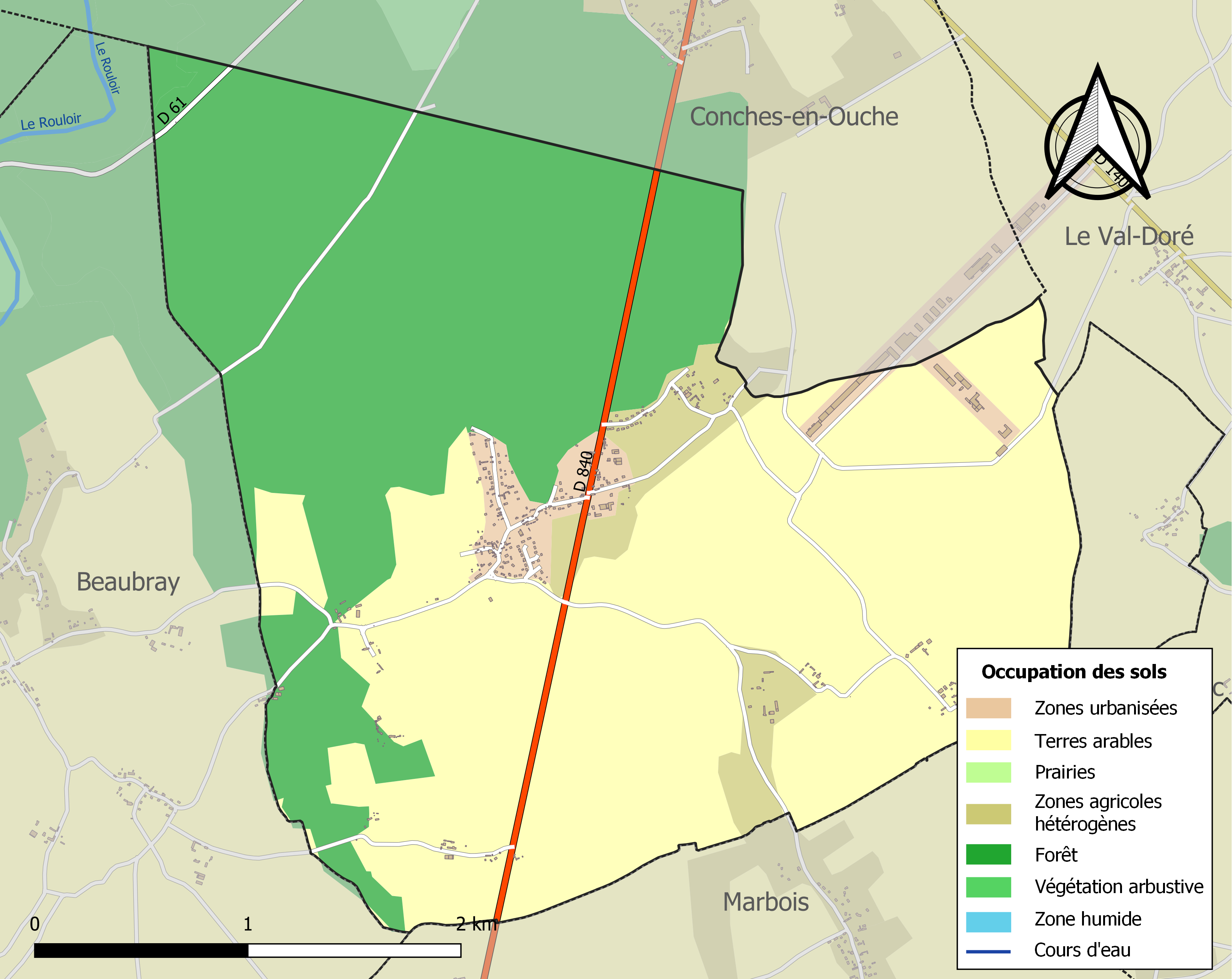
Carte des infrastructures et de l'occupation des sols de la commune en 2018 (CLC).

## Toponymie
Nagel est attesté sous la forme Nageles en 1200 (cartulaire de la Noë), Nagelet vers 1212 (charte de Luc, évêque d’Évreux), Nagel en 1234 et 1237, Naget en 1754 (Dict. des postes).
Selon François de Beaurepaire, son étymologie est obscure.
Séez-Mesnil (prononcé [semeni]), ancienne commune, est attestée sous les formes Ecclesiam de Houssemaigne au XIIe siècle; Sancti Maximini de Houcemaigne en 1261; Saint Mesmin en 1419; Saint Mesnil en 1421 (fouage), et en 1519 (épitaphe de Thomas Postel); Saint Méni en 1765 (géographie de Dumoulin).
Son nom est un hagiotoponyme caché, une altération d'un ancien Saint Mesmin, dont Mesmin représente la forme régionale de Maximin, c'est-à-dire saint Maximin. Cette altération résulte d'une part de l'attraction du nom de la ville de Sées, autrefois écrit Séez, et d'autre part du type toponymique Mesnil, fréquent en Normandie. Le déterminant complémentaire de Houssemaigne / de Houcemaigne relevé dans les formes anciennes correspond à un centre d'habitat secondaire dont le nom se perpétue dans celui de l'actuel château de Houssemaigne, il signifie « manteau grand » et est celui d'une famille. Il se perpétue dans l'actuel patronyme Houssemaine.
Séez-Mesnil a été rattachée à Nagel en 1951.

## Politique et administration
| Période                                  | Période  | Identité                | Étiquette | Qualité                                        |
| ---------------------------------------- | -------- | ----------------------- | --------- | ---------------------------------------------- |
| Les données manquantes sont à compléter. |          |                         |           |                                                |
| ca 1853                                  |          | Bagot                   |           |                                                |
| Les données manquantes sont à compléter. |          |                         |           |                                                |
| 2008                                     | 2014     | Nicole Sampers-Duranton | UMP       | Chargée de communication Sénatrice depuis 2014 |
| 2014                                     | En cours | Thierry Lothon          | DVD       | Employé                                        |
| Les données manquantes sont à compléter. |          |                         |           |                                                |

## Démographie
L'évolution du nombre d'habitants est connue à travers les recensements de la population effectués dans la commune depuis 1793. Pour les communes de moins de 10 000 habitants, une enquête de recensement portant sur toute la population est réalisée tous les cinq ans, les populations de référence des années intermédiaires étant quant à elles estimées par interpolation ou extrapolation. Pour la commune, le premier recensement exhaustif entrant dans le cadre du nouveau dispositif a été réalisé en 2006.

En 2022, la commune comptait 334 habitants, en évolution de +2,14 % par rapport à 2016 (Eure : −0,25 %, France hors Mayotte : +2,11 %).
| 1793 | 1800 | 1806 | 1821 | 1831 | 1836 | 1841 | 1846 | 1851 |
| ---- | ---- | ---- | ---- | ---- | ---- | ---- | ---- | ---- |
| 164  | 143  | 154  | 155  | 154  | 131  | 135  | 146  | 145  |

| 1856 | 1861 | 1866 | 1872 | 1876 | 1881 | 1886 | 1891 | 1896 |
| ---- | ---- | ---- | ---- | ---- | ---- | ---- | ---- | ---- |
| 126  | 136  | 142  | 116  | 123  | 111  | 97   | 110  | 104  |

| 1901 | 1906 | 1911 | 1921 | 1926 | 1931 | 1936 | 1946 | 1954 |
| ---- | ---- | ---- | ---- | ---- | ---- | ---- | ---- | ---- |
| 83   | 64   | 80   | 73   | 66   | 54   | 49   | 23   | 208  |

| 1962 | 1968 | 1975 | 1982 | 1990 | 1999 | 2006 | 2011 | 2016 |
| ---- | ---- | ---- | ---- | ---- | ---- | ---- | ---- | ---- |
| 259  | 246  | 262  | 293  | 326  | 304  | 330  | 326  | 327  |

| 2021 | 2022 | - | - | - | - | - | - | - |
| ---- | ---- | - | - | - | - | - | - | - |
| 331  | 334  | - | - | - | - | - | - | - |

## Culture locale et patrimoine

### Lieux et monuments
- Église Notre-Dame et le cimetière attenant du bourg de Nagel, détruits en 1942-1943 par l'occupant allemand, pour les besoins d'un terrain d'aviation[26].
- Église Saint-Maximin Séez-Mesnil.
- Château de Nagel, château du XVIIIe siècle[27].

### Personnalités liées à la commune
- Charles-Alexandre Geoffroy de Grandmaison (1858-1931), historien français.